# Saint-Augustin-des-Bois
Saint-Augustin-des-Bois ist eine westfranzösische Gemeinde mit 1.283 Einwohnern (Stand: 1. Januar 2022) im Département Maine-et-Loire in der Region Pays de la Loire. Saint-Augustin-des-Bois gehört zum Arrondissement Segré und zum Kanton Chalonnes-sur-Loire. Die Einwohner werden Saint-Augustinois genannt.

## Geographie
Saint-Augustin-des-Bois liegt etwa 18 Kilometer westnordwestlich von Angers. An der nordwestlichen Gemeindegrenze verläuft der Fluss Romme. Umgeben wird Saint-Augustin-des-Bois von den Nachbargemeinden Bécon-les-Granits im Norden, Saint-Léger-de-Linières mit Saint-Léger-des-Bois im Osten, Saint-Martin-du-Fouilloux im Osten und Südosten, Saint-Georges-sur-Loire im Süden und Südosten, Saint-Germain-des-Prés im Süden, Champtocé-sur-Loire im Süden und Südwesten sowie Val d’Erdre-Auxence im Westen.
Durch den Süden der Gemeinde führt die Autoroute A11.

## Bevölkerungsentwicklung
| Jahr      | 1962 | 1968 | 1975 | 1982 | 1990 | 1999 | 2006 | 2018 |
| Einwohner | 631  | 557  | 522  | 718  | 776  | 826  | 965  | 1222 |

Quelle: INSEE

## Sehenswürdigkeiten

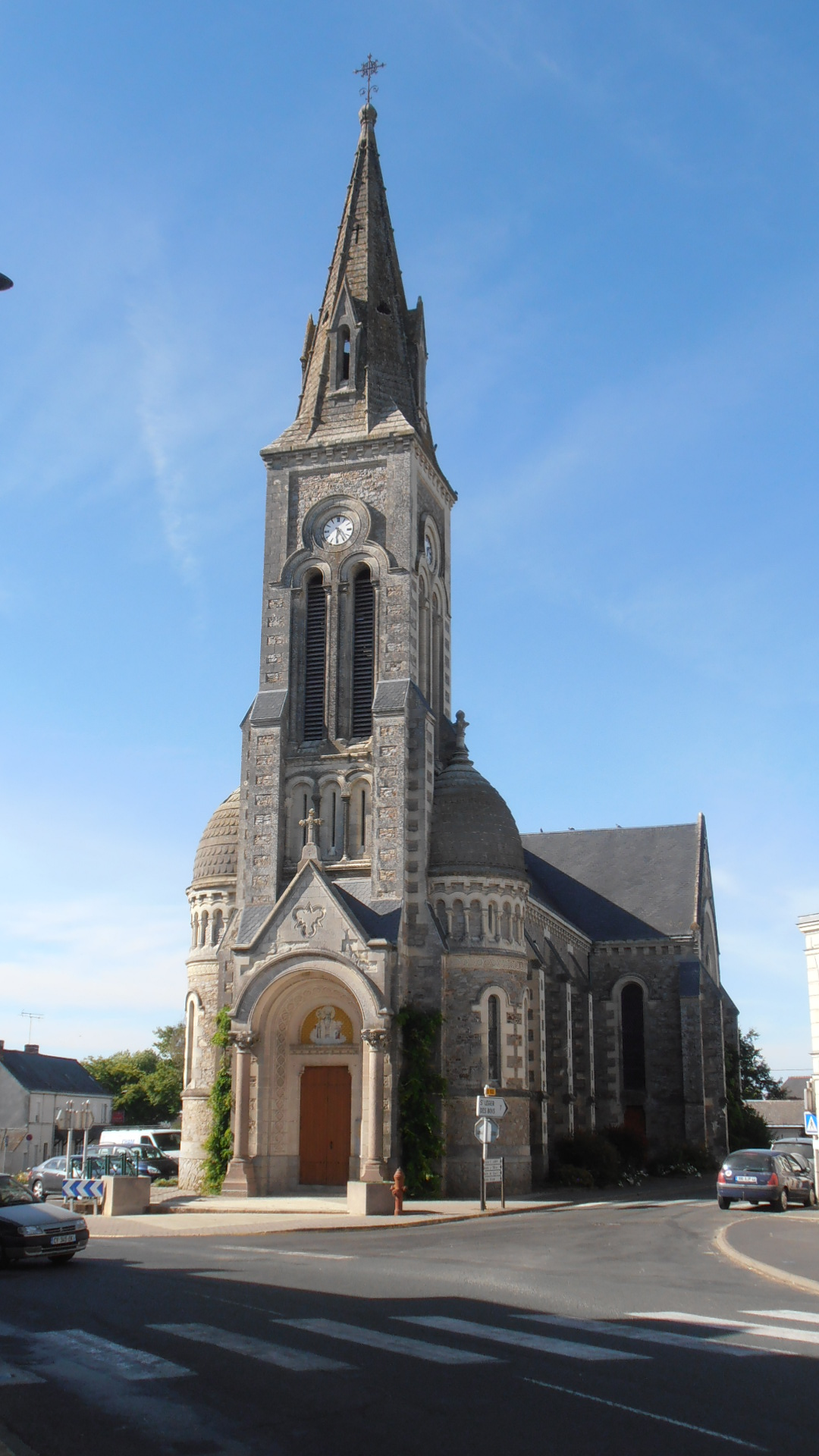
Kirche St-Augustin

- Kirche St-Augustin